# Военно-воздушные силы Аргентины
Военно-воздушные силы Аргентины (исп. Fuerza Aérea Argentina) — являются одним из видов вооружённых сил Республики Аргентина. Президент Аргентины назначает командующего военно-воздушных сил, а также других родов войск.
Начальник Главного штаба ВВС, как правило, имеет звание бригадного генерала, самый высокий ранг в военно-воздушных силах.

## История
История аргентинских ВВС начинается с создания 10 августа 1912 года школы военной авиации (исп. Escuela de Aviación Militar).
Среди первых офицеров аргентинской авиации, был Хорхе Ньюбери, вышедший из аргентинских ВМС.
В 1927 году было создано Главное управление по аэронавтике в целях координации военной авиации в стране.
В том же году, в Кордове была основана Fábrica Militar де Aviones, которая станет сердцем авиационной промышленности страны .
В 1940-х годов было создано несколько воздушных подразделений армии и флота. 11 февраля 1944 года было создано авиационное командование. 4 января 1945 года ВВС стали одним из видов вооружённых сил Аргентины наравне с армией и военно-морским флотом.
Сразу же после окончания Второй мировой войны, военно-воздушные силы начали процесс модернизации, появились новые самолёты, такие, как реактивный истребитель Gloster Meteor. Тем самым они стали первыми из военно-воздушных сил в Латинской Америке, оснащёнными реактивными самолётами. Кроме того, были приобретены бомбардировщики Avro Lincoln и Avro Lancaster, что позволило создать мощные стратегические военно-воздушные силы в регионе. Военно-воздушные силы, в сотрудничестве с немецкими специалистами, приступили к разработке своих собственных летательных аппаратов, таких, как FMA I.Ae. 27 Pulqui I и FMA I.Ae. 33 Pulqui II, в результате чего Аргентина стала первой страной в Латинской Америке и пятой в мире, которая самостоятельно разработала реактивный истребитель.
В 1952 году военно-воздушные силы начали полёты на антарктическую научную базу.
В течение 1970-х годов ВВС были оснащены самыми современными на тот период самолётами, в том числе:
- перехватчиками Mirage III ,
- IAI Dagger (израильский вариант Мираж-V),
- штурмовиками A-4 Skyhawk ,
- транспортными самолётами C-130 Hercules.

Кроме того, в борьбе с повстанцами в значительных количествах использовался самолёт FMA IA 58 Pucará.
Фолклендская (Мальвинская) война (Guerra de las Malvinas/Guerra del Atlántico Sur), нанесла большой урон военно-воздушным силам, которые потеряли 60 самолётов.
Из-за ухудшения экономической ситуации, и недоверия к армии, военно-воздушным силам было отказано в ресурсах, необходимых для замены военных потерь. Это, в сочетании с сокращением бюджета, привело к снижению активности аргентинских ВВС.
В 1990-х годах, британская блокада была официально ликвидирована и после провала попыток получения IAI Kfirs или F-16A, в Соединенных Штатах были приобретены 36 A-4M Skyhawk (известные как A-4AR Fightinghawk). Эти самолёты должны были заменить A-4B и A-4C (Bravos и Charlies), которые воевали ещё во время Фолклендской войны.

## В настоящее время
Аргентинские ВВС участвуют в миротворческих миссиях Организации Объединенных Наций во всем мире.
Они направляли Боинг 707 в 1991 году во время войны в Персидском заливе.
С 1994 года они участвуют в военно-воздушном контингенте ООН (UNFLIGHT) на Кипре. Аргентинские ВВС также с 2005 года направили «Белл-212» на Гаити, в соответствии с мандатом Миссии ООН по стабилизации в Гаити (МООНСГ).
В начале 2005 года семнадцать высших офицеров военно-воздушных сил, в том числе начальник штаба, бригадный генерал Карлос Роде, были уволены президентом Нестором Киршнером в связи со скандалом, связанным с перевозкой наркотиков через международный аэропорт «Эсейса».
Основными задачами военно-воздушных сил в настоящее время являются создание радиолокационной сети для контроля за воздушным пространством страны, замена старых боевых самолётов («Мираж» III, «Мираж» V), а также внедрение новых технологий.
Приход гражданского правительства к власти после «Грязной войны» привёл к тому, что с 1980-х и по настоящее время военные и спецслужбы взяты под жёсткий контроль государства. Сократилось финансирование, закупки вооружения приостановлены. Это сказалось и на качестве службы. В 2013 депутатом парламента Аргентины Хулио Мартинесом (исп. Julio Martinez) был подготовлен отчёт о состоянии военной техники страны. Согласно ему, в строю остаётся только 14 из 53 истребителей Dassault Mirage III, 34 из 100 штурмовиков IA-58 Pucara, 34 из 90 учебно-тренировочных самолетов Beech B-45 Mentor, и 27 (из 30 закупленных) учебно-тренировочных самолетов Embraer EMB-312A Tucano. Техническое состояние летательных аппаратов не позволяет проводить постоянную подготовку личного состава лётных частей. Аналогичная ситуация наблюдается и в ВМС страны, что особенно стало заметно после того как в начале 2013 в военной базе Пуэрто-Бельграно утонул эсминец «Сантисима Тринидад», а во время учений у берегов ЮАР встал на ремонт в Кейптауне корвет «Эспора».
В июле 2013 ВВС, впервые за несколько лет, получили новые самолёты — первые четыре из партии в десять немецких учебных Grob G 120TP. Стоимость контракта составила 26 миллионов долларов. 1 октября 2013 Аргентина подтвердила своё заявление о покупке 16 истребителей «Мираж» F.1M у Испании. Покупка списанных испанских F.1 на некоторое время решит проблему лётного парка ВВС на период переговоров с Китаем о возможном лицензионном производстве истребителей JF-17 «Тандер» на кордовском авиационном заводе FAdeA.
В середине октября 2013 министром обороны Аргентины Агустином Росси было озвучено, что в 2014 страна потратит на оборону 35 миллиардов песо (~6 миллиардов долларов США). В эту сумму входят разработка нового учебного самолёта IA-73 «Унасур-I», нового 6-тонного вертолёта фирмы FAdeA, производство штурмовика «Пампа-III» и разработка и производство новых типов беспилотных летательных аппаратов для ВВС страны.

## Техника и вооружение

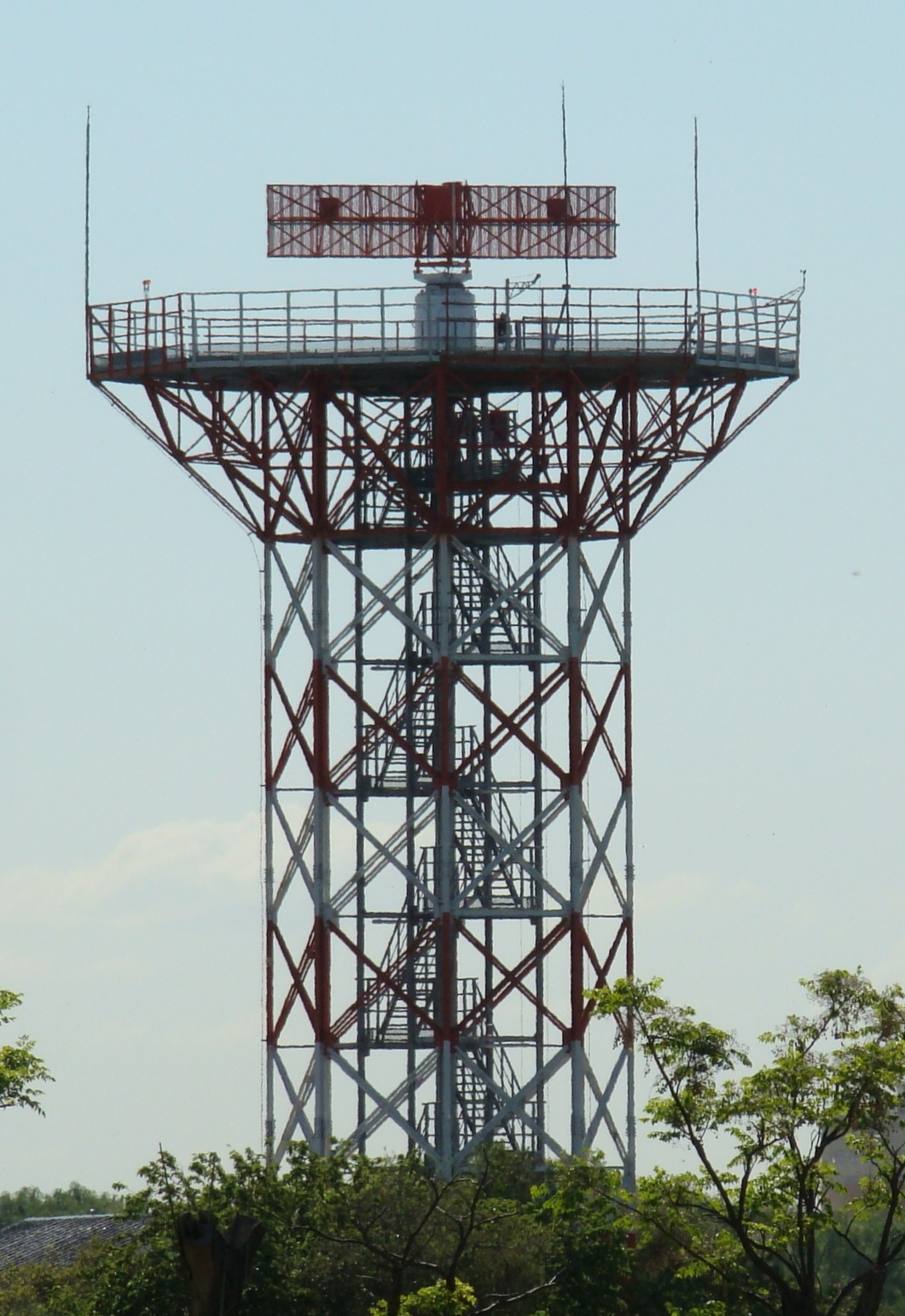
Радар INVAP Inkan аргентинских сил ПВО

### Самолёты
| Изображение            | Тип                            | Производство    | Назначение                                            | Количество      | Примечания                            |
| Боевые самолёты        | Боевые самолёты                | Боевые самолёты | Боевые самолёты                                       | Боевые самолёты | Боевые самолёты                       |
| ---------------------- | ------------------------------ | --------------- | ----------------------------------------------------- | --------------- | ------------------------------------- |
|                        | A-4AR Fightinghawk             | США             | Штурмовик                                             | 4               | Ещё 6 самолётов находятся в резерве   |
|                        | OA-4AR Fightinghawk            | США             | Штурмовик                                             | 1               | Ещё 1 самолёт находится в резерве     |
| Специальные самолёты   |                                |                 |                                                       |                 |                                       |
|                        | Learjet 35A                    | США             | Самолёт радиоэлектронной разведки Медицинский самолёт | 1               |                                       |
|                        | KC-130H Hercules               | США             | Танкер                                                | 2               |                                       |
| Тренировочные самолёты |                                |                 |                                                       |                 |                                       |
|                        | EMB-312 Tucano                 | Бразилия        | Учебно-боевой самолёт                                 | 11              | Ещё 8 самолётов находится на хранении |
|                        | AT-63 Pampa II IA-63 Pampa III | Аргентина       | Учебно-боевой штурмовик Учебно-боевой самолёт         | 2 8             |                                       |
|                        | Grob G 120TP                   | Германия        | Учебно-тренировочный самолёт                          | 9               |                                       |
|                        | Tecnam P2002 JF Sierra Mk II   | Италия          | Учебно-тренировочный самолёт                          | 6               |                                       |
|                        | T-6C Texan II                  | США             | Учебно-тренировочный самолёт                          | 10              |                                       |
| Транспортные самолёты  |                                |                 |                                                       |                 |                                       |
|                        | C-130H Hercules                | США             | Военно-транспортный самолёт                           | 4               | Один из самолётов находится в лизинге |
|                        | Beech A200 King Air            | США             | Военно-транспортный самолёт                           | 5               |                                       |
|                        | Cessna 182 Skylane             | США             | Легкий многоцелевой самолет                           | 4               |                                       |
|                        | DHC-6 Twin Otter               | США             | Многоцелевой самолёт                                  | 2               |                                       |
|                        | Learjet 35A                    | США             | Многоцелевой самолёт                                  | 2               |                                       |
|                        | PA-28-236 Dakota               | США             | Многоцелевой самолёт                                  | 1               |                                       |
|                        | Saab 340                       | Швеция          | Многоцелевой самолёт                                  | 3               |                                       |
|                        | Learjet 60                     | США             | VIP самолёт                                           | 1               |                                       |
|                        | B-737                          | США             | Пассажирский самолёт                                  | 1               |                                       |
|                        | B-737-700                      | США             | Пассажирский самолёт                                  | 1               |                                       |
|                        | B-757-23ER                     | США             | Пассажирский самолёт                                  | 1               |                                       |
|                        | Fokker F28 Fellowship          | Нидерланды      | Пассажирский самолёт                                  | 1               |                                       |

### Вертолёты
| Изображение            | Тип                    | Производство           | Назначение             | Количество             | Примечания             |
| Многоцелевые вертолёты | Многоцелевые вертолёты | Многоцелевые вертолёты | Многоцелевые вертолёты | Многоцелевые вертолёты | Многоцелевые вертолёты |
| ---------------------- | ---------------------- | ---------------------- | ---------------------- | ---------------------- | ---------------------- |
|                        | S-70A Black Hawk       | США                    | Многоцелевой вертолёт  | 1                      |                        |
|                        | SA315B Lama            | Франция                | Многоцелевой вертолёт  | 5                      |                        |
|                        | Bell 412EP             | США                    | Многоцелевой вертолёт  | 6                      |                        |
|                        | Bell 407GXi            | США                    | Многоцелевой вертолёт  | 1                      |                        |
|                        | Bell 212               | США                    | Многоцелевой вертолёт  | 7                      |                        |
|                        | Hughes 369             | США                    | Многоцелевой вертолёт  | 11                     |                        |
|                        | MD-500 MD-500D         | США                    | Многоцелевой вертолёт  | 3 4                    |                        |
|                        | S-76B                  | США                    | VIP вертолёт           | 2                      |                        |

### ПВО
| Изображение        | Тип                | Производство       | Назначение                                                                     | Количество         | Примечания                        |
| Зенитные установки | Зенитные установки | Зенитные установки | Зенитные установки                                                             | Зенитные установки | Зенитные установки                |
| ------------------ | ------------------ | ------------------ | ------------------------------------------------------------------------------ | ------------------ | --------------------------------- |
|                    | GDF-001            | Швейцария          | 35-мм зенитное орудие                                                          | 2                  |                                   |
|                    | Rh-202             | Германия           | 20-мм зенитное орудие                                                          | 86                 |                                   |
| Радары             |                    |                    |                                                                                |                    |                                   |
|                    | RPA-240T           | Испания            | 3D - радар                                                                     | 2                  | Пожертвованы Испанией в 2009 году |
|                    | EL/M-2106          | США                | Трёхкоординатная РЛС средней дальности с активной фазированной решеткой (АФАР) | 9                  |                                   |

## Опознавательные знаки

Опознавательный знак ВВС Аргентины
Знак на киль

## Воинские звания и знаки различия

### Генералы и офицеры
| Категории (код НАТО)     | Генералы (OF-9—OF-6) | Генералы (OF-9—OF-6) | Генералы (OF-9—OF-6) | Генералы (OF-9—OF-6) | Старшие офицеры (OF-5—OF-3) | Старшие офицеры (OF-5—OF-3) | Старшие офицеры (OF-5—OF-3) | Младшие офицеры (OF-2 и OF-1) | Младшие офицеры (OF-2 и OF-1) | Младшие офицеры (OF-2 и OF-1) |
| ------------------------ | -------------------- | -------------------- | -------------------- | -------------------- | --------------------------- | --------------------------- | --------------------------- | ----------------------------- | ----------------------------- | ----------------------------- |
| Погон                    |                      |                      |                      | —                    |                             |                             |                             |                               |                               |                               |
| Нарукавный знак различия |                      |                      |                      |                      |                             |                             |                             |                               |                               |                               |
| Аргентинское название    | Brigadier general    | Brigadier mayor      | Brigadier            | Comodoro mayor       | Comodoro                    | Vicecomodoro                | Mayor                       | Capitán                       | Primer teniente               | Teniente                      |
| Аналог США               | General              | Lieutenant general   | Major general        | Brigadier general    | Colonel                     | Lieutenant colonel          | Major                       | Captain                       | First lieutenant              | Second lieutenant             |
| Российское соответствие  | Генерал-полковник    | Генерал-лейтенант    | Генерал-майор        | —                    | Полковник                   | Подполковник                | Майор                       | Капитан                       | Старший лейтенант             | Лейтенант                     |

### Подофицеры и солдаты
| Категории (код НАТО)           | Старшие унтер-офицеры (OR-9—OF-5) | Старшие унтер-офицеры (OR-9—OF-5) | Старшие унтер-офицеры (OR-9—OF-5) | Старшие унтер-офицеры (OR-9—OF-5) | Старшие унтер-офицеры (OR-9—OF-5) | Младшие унтер-офицеры (OR-4—OR-3) | Младшие унтер-офицеры (OR-4—OR-3) | Солдаты (OR-2)        | Солдаты (OR-2)        |
| ------------------------------ | --------------------------------- | --------------------------------- | --------------------------------- | --------------------------------- | --------------------------------- | --------------------------------- | --------------------------------- | --------------------- | --------------------- |
| Погон/нарукавный знак различия |                                   |                                   |                                   |                                   |                                   |                                   |                                   |                       |                       |
| Аргентинское название          | Suboficial mayor                  | Suboficial principal              | Suboficial ayudante               | Suboficial auxiliar               | Cabo principal                    | Cabo primero                      | Cabo                              | Voluntario de primera | Voluntario de segunda |
| Аналог США                     | Chief master sergeant             | Senior master sergeant            | Master sergeant                   | Master sergeant                   | Technical sergeant                | Staff sergeant                    | Senior airman                     | Airman first class    | Airman                |
| Российское соответствие        | —                                 | Старший прапорщик                 | Прапорщик                         | Старшина                          | Старший сержант                   | Сержант                           | Младший сержант                   | Ефрейтор              | Рядовой               |